# Конькобежный марафон
Марафоны на коньках — вид конькобежных соревнований, представляющий собой бег на длинные дистанции среди любителей и/или профессионалов. Могут проводиться как на льду (на искусственных катках, либо натуральном льду водоёмов — озёра, реки, каналы), так и на дорожном покрытии (на роликовых коньках). В данном случае марафон это дисциплина конькобежного спорта, которая в зимнем формате получила наибольшее распространение в Нидерландах, а в летнем — в целом ряде стран по всему миру.
Забеги конькобежных марафонов могут проводиться на катках и специально подготовленных трассах с разным количеством участников и на разные дистанции:
- Минимальная протяжённость дистанций обычно начинается от 5 километров и доходит до 200 километров.
- Массовые мероприятия проводиться среди разных групп населения и уровня подготовленности. Соревнования профессионалов, как правило, проводятся среди спортсменов в двух категориях — юниоры (до 19 лет) и абсолютная категория (19 лет и старше). Возрастные группы и класс участников определяется форматом соревнований.

Наиболее известные соревнования за всю историю существования ледовых марафонов — Elfstedentocht (Одиннадцать городов) протяжённостью 200 километров. Его трасса проходила по замерзшим каналам Нидерландов, но из-за глобального потепления климата данный марафон уже давно не проводился. Сегодня его аналог — это марафон на озере Вайсензее (Австрия), который также организует Королевская федерация конькобежного спорта Нидерландов (KNSB).
В России пока единственный регулярный ледовый марафон проводится на озере Байкал, район Малое море.